# 薩瓦內塔 (阿魯巴)
薩瓦內塔（Savaneta）是荷蘭王國在加勒比海構成國阿魯巴的一个城鎮和區，位於該島東南海岸。直到1797年，為該島的首府。其者為該島最古老现存房子卡斯迪托尔托（cas di torto）和小泥屋的所在地。该地为萨瓦内塔水兵营房的所在地。
12°26.5′N 69°56′W / 12.4417°N 69.933°W
1. 1 2  .   [2018-06-04]. （原始内容存档于2021-05-12） （美国英语）.